# جنگ‌های ایران و پرتغال

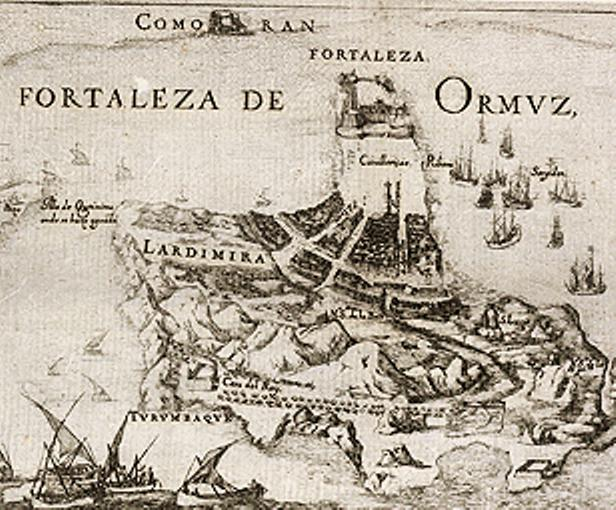
نیروهای ایران و انگلیس در فتح هرمز در سال ۱۶۲۲.

سال ۱۴۹۸ م واسکادوگاما با عبور از جنوب و شرق آفریقا با کمک یک راهنمای ایرانی تبار از بندر موسی بیگ (در شمال موزامبیک) بسوی هند روانه شد و گزارشی مفصلی از اهمیت پارس و هند به دربار پرتغال فرستاد. پرتغالی‌ها اولین استعمارگرانی بودند که از غرب اروپا به خلیج فارس و هندوستان وارد شدند. پرو دی کوویل‌ها ۱۴۸۹ (احتمالاً ۱۴۹۸) از هرمز گزارشی فرستاد و آلبوکرک ۱۵۰۷ هرمز را اشغال نمود. از سال ۱۵۰۷ تا ۱۶۲۲ پرتغالی‌ها در خلیج فارس به تجارت مشغول بودند اما بتدریج آن‌ها بر جمعیت و حوزه کاری خود افزودند و در خلیج فارس استحکامات نظامی ایجاد کردند و به‌دنبال آن کاتولیک‌ها روانه خلیج فارس شدند. آن‌ها در سال ۱۵۱۵ م. نظر موافق شاه اسماعیل را برای در اختیار گرفتن هرمز کسب کردند و در قرارداد میناب ۱۵۲۳م. این توافق رسمی شد و قرار شد بحرین و قطیف در سواحل شمالی عربستان در اختیار ایران قرار گیرد. در سال ۱۵۲۱ به دلیل مخالفت بحرین با حاکم هرمز، بحرین به تصرف پرتغال درآمد اما ایرانی‌ها آن‌ها را از بحرین بیرون کردند. پرتغالی‌ها از قدرت صفوی‌ها در بصره نگران بودند و علی‌رغم روابط تجاری با بصره جرئت ورود و ایجاد پایگاه در بصره را پیدا نکردند و در عوض به هرمز و گمرون توجه نشان دادند.

## فتح هرمز

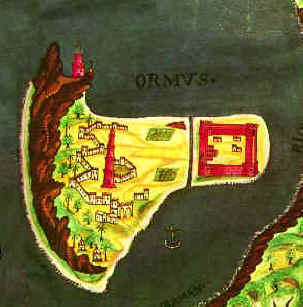
نقشه‌ای پرتغالی از فتح هرمز در قرن ۱۷

پادشاه پرتغال مانوئل اول، خود را امپراتور پرتغال- شرق آفریقا- و پارس می‌دانست. پرتغالی‌ها سراسر شرق آفریقا تا مالاگا را در تصرف داشتند و حتی بخشی از هند و چین را نیز در اختیار داشتند و بزرگترین امپراتوری قرن شانزدهم جهان بودند. پرتغالی‌ها می خواستند که بر تجارت آفریقا و آسیا سلطه داشته باشند آن‌ها سال ۱۵۰۷ سکوترا را تصرف کردند و سپس هرمز را در اختیار گرفتند.

## بحرین
تصرف بحرین با کمک امیر هرمز و یک فرمانده بنام دریابیگی رئیس خرافو انجام شد و با کشته شدن مقرن ابن زبیل حاکم بحرین، خلافت آل جابر پایان یافت. مقرن که تابع هرمز بود از پرداخت مالیات به امیر هرمز سرباز زد و به همین دلیل مجازات شد و پرتغالی‌ها به وسیلهٔ امیر هرمز بحرین را تابع خود نمودند. بحرینی‌ها همگی شیعه مذهب بودند درحالی‌که مردم هرمز پیرو مذهب سنی بودند و همین امر باعث بروز اختلافات بیشتر بود. بر اساس نوشته‌های بلگریو، در یکی از موارد، شورشیان فرماندار هرمز را به صلیب کشیدند.  
 

## چگونگی فتح هرمز
۲۱ آوریل سال ۱۶۲۲ سپاه ایران جزیره هرمز را از بزرگترین امپراتور قرن باز پس گرفت و جایگاه خود را در جهان در فهرست ابرقدرتهای قرن شانزدهم ثبت کرد. انگلیسی‌ها نیز چهار کشتی خود را با خدمه فنی در اختیار ارتش امام قلی خان گذاشتند. آلبوکرک (پرتغالی) اعتقاد داشت هر کشوری که سه نقطه مالاگا، عدن و هرمز را در اختیار داشته باشد بر تجارت دنیا حاکم خواهد بود. اهمیت هرمز آنقدر بود که استعمارگران انگلیسی را نیز به طمع انداخته بود. سپاه ایران به دلیل شکایت‌های ایرانیان گمبرون قصد تنبیه پرتغالی‌ها در خلیج فارس کرد و نه تنها جزیره هرمز را آزاد ساخت بلکه پرتغالیها را تا مومباسا در کنیا مجبور به عقب‌نشینی کرد. و این مقدمه‌ای برای شکست‌های پی در پی پرتغال در شرق آفریقا شد و با حمایت شاه ایران، امام مسقط موفق شد قلعه عظیم مومباسا را در جنگ خونینی که به جنگ صلیبی مومباسا معروف است را تصرف کند. ایران تا سال ۱۸۲۰ پرچمدار تمام خلیج پارس و دریای عمان و بحر فارس شد. انگلیس که از شکست پرتغال خرسند بودند و به قدرت ایران اعتراف داشتند و ایران را تنها رقیب قدرتمند عثمانی ها می‌دانستند. حتی در عهدنامه مجمل ۱۸۰۹ و عهدنامه مفصل ۱۸۱۲ مجمل و مفصل زمانی که انگلیس به عنوان ابرقدرت جهان ظهور می‌کرد حاکمیت ایران را بر کل خلیج فارس به رسمیت شناخت.
در کتاب تاریخ عالم آرای عباسی چنین آمده‌است:
از فتوحات که درین سنه مبارکه مطابق احدی و ثلثین و الف (۱۰۳۱) به نیروی اقبال قرین حال اولیا دولت بیزوال (صفویان) گردید، فتح و تسخیر بَلْدهٔ هرموز است که به سعی امامقلی‌خان امیرالامرای فارس به‌وقوع پیوست... و در سال گذشته اشعاری شد که بنابر ظهور بی ادبی‌های فرنگیه پرتکالیه (پرتغالی‌ها) مقیم آنجا... امیر الامرا مذکور لشکر بتأدیب ایشان فرستده خود نیز متعاقب رفت... در این وقت که فرنگیه پای از دایره ادب بیرون نهاده به اموری که بتحریر پیوست اقدام نمودند... جماعت انگلیسی را اخبار نموده ایشان نیز بر حسب وعده آماده خدمت شدند. القصه امام قلی خان شجاعت شعار با جنود قاهره (پیروز) فارس متوجه آن صوب (سو) گشته خود در بندر گمبرو که الیوم به بندر عباسی موسوم است اقامت کردند و افواج قاهره از دریا با کشتی‌ها و سفاین عبور نموده داخل جزیره هرمز شدند... القصه بعد از دو ماه و چند روز امتداد ایام محاصره و جنگ و جدال به نیروی دولت و اقبال که همواره قرین حال این دودمان والاست، قلعه رفیع بنیان هرموز که در متانت و حصانت شهره جهان و از کارنامه‌های نادره فرنگیان است، مسخر اولیای دولت ابد پیوند گردید. ،... چون خبر فتح هرموز رسید، جناب خانی مورد تحسین و آفرین شاه و سپاه گردید و آن خبر بهجت اثر بر مبارزان قلعه گشای رکاب همایون مبارک و میمون آمده در همان روز قلعه قندهار نیز بتوفیق کردگار مفتوح گشت.. از هر طرف که چشم گشایی نشان فتح... وز هر طرف که گوش نهی مژده ظفر.